# Колиндрос
Колиндро̀с или Колиндър (на гръцки: Κολινδρός, в местния диалект Κουλιντρό, Кулиндро̀) е село в Егейска Македония, Гърция, в дем Пидна-Колиндрос в административна област Централна Македония.

## География
Селото се намира на 7 km югозападно от Либаново (Егинио) и на 71 km югозападно от Солун. На около километър от селото се намира манастирът „Свети Атанасий“.

## История

### В Османската империя
Църквата „Свети Георги“, строена в ΧVIII век, до 1920 година е катедрала на Китроската епископия и е паметник на културата. „Свети Димитър“ също е паметник на културата.
Александър Синве („Les Grecs de l’Empire Ottoman. Etude Statistique et Ethnographique“) в 1878 година пише, че в Колиндрос (Kolindros), Китроска епархия, живеят 2100 гърци.

### В Гърция
В 1913 година след Междусъюзническата война Колиндрос остава в Гърция. След 1923 година турското население на селото се изселва в Турция по силата на Лозанския договор и на негово място са настанени 167 семейства или 627 души гърци бежанци.
| Име                   | Име        | Ново име  | Ново име  | Описание                                          |
| --------------------- | ---------- | --------- | --------- | ------------------------------------------------- |
| Думциос               | Ντούμσιος  | Рахи      | Ράχη      | река на Ю от Колиндрос, приток на Топоница        |
| Топоница или Тепоница | Τεπονίτσας | Керасиес  | Κερασιές  | местност на Ю от Катахас                          |
| Толоичкар             | Θολοϊτσκάρ | Ипсома    | Ύψωμα     | възвишение на ЮИ от Колиндрос (208 m)             |
| Абдураман             | Άρδουραμάν | Айниколас | Άϊνικόλας | възвишение на СИ от Колиндрос и на ЮЗ от Либаново |

| Година    | 1913 | 1920 | 1928 | 1940 | 1951 | 1961 | 1971 | 1981 | 1991 | 2001 | 2011 | 2021 |
| --------- | ---- | ---- | ---- | ---- | ---- | ---- | ---- | ---- | ---- | ---- | ---- | ---- |
| Население | 3165 | 2824 | 3023 | 3368 | 3358 | 3638 | 3021 | 4016 | 3732 | 3629 | 2822 | 2103 |

В 1961 година на километър южно от Колиндрос е регистрирано селището Капсалос (Καψαλός) със 180 жители, което в следващите преброявания от 1971, 1981 и 1991 година се води без жители. Това е бивш военен лагер, като днес там е разположен Колиндроският стадион и Колиндроският открит театър.
Населението традиционно се занимава главно със земеделство и частично със скотовъдство.

## Личности
Родени в Колиндрос
- Агапий Врачански (1790 – 1849), епископ на Враца
- Аристидис Георгакопулос (Αριστείδης Γεωργακόπουλος), гръцки андартски деец, четник при Василиос Ставропулос през 1907-1908 година, участва в Балканската война в четата на Гарефис и е ранен при Ляновери[9]
- Василиос Михаилидис (Βασίλειος Μιχαηλίδης), гръцки андартски деец от трети клас[9]
- Георгиос Зорбас (1867 - 1942), първообраз на главния герой в романа „Алексис Зорбас“, деец на Гръцката въоръжена пропаганда в Македония
- Димитриос Курелас (Δημήτριος Κουρέλας), гръцки андартски деец, четник убит през 1904 година в сражение с турци[9]
- Елевтериос Теологидис (Ελευθέριος Θεολογίδης), гръцки андартски деец от първи клас, секретар и касиер на местния комитет, връзка с Малеас[9]
- Михаил Саманис (Μιχαήλ Σαμάνης), гръцки андартски деец, четник при Малеас, участва в нападението над Апостол Хаджигогу[9]
- Николаос Нанос (Νικόλαος Νάνος), гръцки андартски деец, четник при Мазаракис, загинал в борбите в Ениджевардарското езеро[9]
- Сотириос Нанос (Σωτήριος Νάνος), гръцки андартски деец, брат на Николаос Нанос и четник при Г. Петру, ранен и пратен в затвор за 2 години[9]
- Христина Папатеодору (Χριστίνα Παπαθεοδώρου), гръцка революционерка, действала в района на Ениджевардарското езеро и сътрудничила с братя Томас Акривопулос и Атанасиос Акривопулос[10]